# Ellie Ewing Farlow
Ellie Ewing Farlow (of kortweg Miss Ellie) is een personage uit de Amerikaanse soapserie Dallas. De rol werd vertolkt van aan de start van de serie door Barbara Bel Geddes. In 1983 kreeg Bel Geddes gezondheidsproblemen waardoor ze in het zevende seizoen pas vanaf de twaalfde aflevering te zien was. Na dit seizoen besloot ze om met de serie te stoppen. In plaats van haar personage te laten overlijden of om Dallas te verlaten werd besloten om haar te recasten. Donna Reed nam de rol over. Door de zware concurrentie met Dynasty en het vertrek van Patrick Duffy in 1985 konden de producers Bel Geddes overhalen om terug te keren naar Dallas om zo de kijkcijfers op peil te houden. Reed spande een proces aan omdat ze ontslagen werd en kreeg er een miljoen dollar voor. Bel Geddes bleef tot 1990 en verdween dan uit de serie. In 1986 speelde actrice Molly Hagan de rol van Miss Ellie in de tv-film Dallas: The Early Years.